# 综述文章
综述文章（英語：review article）简称综述（review），是一类对某主题研究现状进行归纳、总结的文章。若是這類文章以學術論文形式發表，則稱為“文獻綜述”。
综述文章通篇引用其他人的原创研究成果，不发表自己的原创研究，因此是一种二次文献。有许多专门刊登此类综述文章的学术期刊，例如《現代物理评论》（Reviews of Modern Physics）、《化学评论》（Chemical Reviews）、《政治科学年度评论》（Annual Review of Political Science）等，这些期刊被称为综述期刊。